# Claude Bolling
Pour les articles homonymes, voir Bolling.
Claude Bolling, né le 10 avril 1930 à Cannes aux Alpes-Maritimes et mort le 29 décembre 2020 à Saint-Cloud, est un pianiste de jazz, chef d'orchestre, compositeur et arrangeur français.

## Biographie

### Famille et formation
Claude Jean Harry Bolling naît le 10 avril 1930 à Cannes, fils d'Henri Bolling et de Geneviève Brannens.
Il étudie au conservatoire de Nice, puis à Paris.
Le 4 juillet 1959, il épouse la journaliste Irène Dervize-Sadyker, morte le 13 décembre 2017. Il a deux fils adoptifs, David, né en 1968, et Alexandre, né en 1970, et deux petit-fils, Adrien et Stanislas nés respectivement en 2000 et 2006.

### Carrière musicale
Enfant prodige, il joue dès l'âge de 14 ans de façon professionnelle avec Lionel Hampton et participe aux concerts organisés par le Hot Club de France à l'École normale de musique de Paris. En 1948, à la Grande semaine du jazz, il accompagne Chippie Hill. Au début des années1950, il joue et enregistre avec Roy Eldridge (Fireworks) et Kenny Clarke.
Son orchestre, le Claude Bolling Big Band, est fondé en 1956.
Il compose des hybrides jazz-classique, notamment la Suite pour flûte et jazz piano trio (1973) enregistrée avec le flûtiste Jean-Pierre Rampal en 1975. Il compose une seconde suite pour flûte quelques années plus tard : Suite pour Flûte & Jazz Piano Trio no 2 (1987), puis, avec notamment Alexandre Lagoya (Concerto pour Guitare & Jazz Piano Trio, 1975), Pinchas Zukerman (Suite pour Violon & Jazz Piano Trio, 1977), Maurice André (Toot Suite - Pour Trompette & Jazz Piano trio, 1981) et Yo-Yo Ma (Suite pour Violoncelle & Jazz Piano Trio, 1984). Dans Picnic suite pour flûte, guitare et jazz piano trio (1980), il réunit Jean-Pierre Rampal et Alexandre Lagoya autour de son trio jazz. Sa Toot Suite pour trompette et piano jazz est enregistrée en formation trio jazz avec Maurice André. Il est appelé sur toutes les chaînes de télévision en France et dans tous les pays qu'il visite pour ses concerts, il représente le jazz français comme personne d'autre. En 1984, il est invité par la productrice franco-canadienne Véronique Perez à participer à une rencontre unique sur la scène du Centre national des Arts d'Ottawa, accompagné d'Oscar Peterson et de Michel Legrand, pour une série de solos, duos et trios. Ce spectacle rencontre un immense succès, est enregistré par la CBC et est vendu et diffusé dans presque tous les pays en plus d'être acheté par Air Canada pour être diffusé sur ses vols. En 1985, le International Film & TV Festival de New-York couronne ce spectacle d'une médaille de bronze pour Véronique Perez en tant que conceptrice et réalisatrice.
Il est à l'origine de la création d'un quatuor féminin au style yéyé qui collectionnera les tubes dans les années 1960, Les Parisiennes. Il leur fournit ses compositions, des arrangements, des clips, etc. Parmi leurs titres les plus connus figurent Il fait trop beau pour travailler, Le 30 février, L'argent ne fait pas le bonheur, Quand il y aura le tunnel sous la Manche. Claude Bolling apparaît même, fouet en main, habillé en dompteur de cirque avec les quatre filles en tenues « panthère » pour une séquence photo publiée dans le magazine Paris Match en 1969.
Il compose l'indicatif sonore de France Inter ORTF « 24h/24 » (car la radio diffusait des programmes 24 heures sur 24) et de son réseau Inter (radios locales) en 1964. Il produit la chanson 24 heures, enregistrée en août 1966 par le groupe Les Parisiennes. L'indicatif retentira à l'antenne d'abord jusqu'en 1975 au moment du passage de l'ORTF à Radio France puis de 1975 à 1982 dans une version plus électronique.

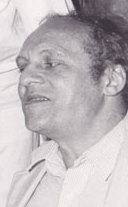
Claude Bolling en 1979.

Dans les années 1970 et les 1980, il compose une centaine de bandes originales de films, français pour la plupart, dont la plus célèbre est celle du film Borsalino. Tous ses concerts et enregistrements font appel aux meilleurs musiciens du moment. En 2006, André Paquinet à Jazzaparc, avec les meilleurs musiciens français (dont ceux de Claude), avec Roger Guérin et Maurice André, déclarent au public du festival venu voir le Big Band de l'Olympia reconstitué, « Claude Bolling parmi les meilleures baguettes de Paris, fait de la musique de jazz sa vie, ses repas, il en mange, il mange avec ses notes... » Un film est tourné au sujet de ces journées, intitulé Najac an un.
Passionné de modélisme ferroviaire et du chemin de fer, surtout américain, il inaugure le 2 juillet 1988 à Saint-Léonard-de-Noblat (Haute-Vienne) le musée du chemin de fer HistoRail, dont il est président d'honneur.
Il est le parrain d'une école de musique intercommunale située à Trouville-sur-Mer (Calvados) qui porte son nom.

### Mort
Claude Bolling meurt le 29 décembre 2020 à Saint-Cloud à l’âge de 90 ans. Il est inhumé au cimetière de Garches (Hauts-de-Seine), non loin de son acolyte Jacques Deray.

## Discographie
- 1956 : Les Succès de Duke Ellington
- 1956 : Les Succès de la Nouvelle-Orléans
- 1956 : Les Succès de Django Reinhardt
- 1957 : Rolling with Bolling
- 1965 : Cat Anderson, Claude Bolling and Co.
- 1966 : Jazzgang Amadeus Mozart
- 1966 : Original Ragtime
- 1968 : Original Boogie Woogie
- 1969 : Original Piano Blues
- 1970 : Original Jazz Classics
- 1972 : Original Piano Greats
- 1973 : Swing Session
- 1975 : Jazz Party
- 1975 : Suite for Violin and Jazz Piano
- 1975 : With the Help of My Friends (Réédité en 2003 sous le titre Tribute to The Piano Greats) [6]
- 1975 : Keep Swingin' Volume 4
- 1975 : Suite for Flute and Jazz Piano
- 1975 : Concerto for Guitar and Jazz Piano Trio
- 1976 : Hot Sounds
- 1977 : Suite for Violin and Jazz Piano Trio
- 1979 : Jazz Gala 79
- 1980 : Just For Fun
- 1980 : Picnic Suite
- 1981 : Toot Suite
- 1981 : Claude Bolling
- 1983 : Suite for Chamber Orchestra and Jazz Piano Trio
- 1984 : Suite for Cello and Jazz Piano Trio
- 1984 : Jazz à la française
- 1985 : Live at the Méridien
- 1987 : Suite No. 2 for Flute and Jazz Piano Trio
- 1988 : Nuances
- 1988 : Claude Bolling Band Guy Marchand Vocal
- 1989 : Sonatas for Two Pianos
- 1993 : Cross Over U.S.A.
- 1994 : The Victory Concert
- 1994 : Enchanting Versailles - Strictly Classical
- 1997 : A Drum is a Woman
- 1999 : Pariswing
- 1999 : Suite for Flute and Piano Jazz Trio (Acte Préalable) (interpreté par Elżbieta Gajewska, Paweł Perliński, Zbigniew Wegehaupt et Adam Lewandowski)[7]
- 1999 : Suite for Violin and Piano Jazz Trio (Acte Préalable) (interpreté par Tadeusz Gadzina, Paweł Perliński, Zbigniew Wegehaupt et Wojciech Kowalewski)[7]
- 1999 : Suite for Cello and Piano Jazz Trio (Acte Préalable) (interpreté par •	Andrzej Wróbel, Paweł Perliński, Andrzej Łukasik et Adam Lewandowski)[7]

Sur une idée et des musiques de Claude Bolling, un groupe féminin de musique yéyé des années 1960 s'est intitulé :  Les Parisiennes.

## Filmographie partielle
- 1972 : The Day the Clown Cried, de Jerry Lewis (inachevé)
- 1976 : Les Brigades du Tigre, épisode L'Homme à la casquette, de Victor Vicas

### Musiques de films
Claude Bolling a écrit la musique d'une centaine de films, dont :
- 1952 : Autour d'une trompette de Pierre Neurrisse (court-métrage documentaire)
- 1955 : Bonjour cinéma de Jean Guillon, musique composée avec Sidney Bechet.
- 1955 : Oh que mambo de Jean Guillon, arrangeur Guy Magenta.
- 1957 : Cette nuit-là de Maurice Cazeneuve, musique composée avec Maurice Leroux
- 1958 : Pourvu qu'on ait l'ivresse... de Jean-Daniel Pollet
- 1960 : Les Mains d'Orlac d'Edmond T. Gréville
- 1961 : Vendredi 13 heures (An einem Freitag um halb zwölf)
- 1963 : Le Jour et l'Heure de René Clément
- 1964 : Les Aventures de Salavin de Pierre Granier-Deferre
- 1968 : Typhon sur Hambourg d'Alfonso Balcázar
- 1970 : Borsalino de Jacques Deray
- 1970 : Le Mur de l'Atlantique de Marcel Camus
- 1971 : La Grande Maffia de Philippe Clair
- 1971 : La Mandarine d'Édouard Molinaro
- 1971 : On est toujours trop bon avec les femmes de Michel Boisrond
- 1971 : Lucky Luke de René Goscinny et Morris
- 1973 : Le Magnifique de Philippe de Broca
- 1974 : Borsalino and Co. de Jacques Deray
- 1974 : Dis-moi que tu m'aimes de Michel Boisrond
- 1975 : Vous ne l'emporterez pas au paradis de François Dupont-Midi
- 1975 : Il faut vivre dangereusement de Claude Makovski
- 1975 : Le Gitan de José Giovanni
- 1976 : L'Ordinateur des pompes funèbres de Gérard Pirès
- 1976 : L'Année sainte de Jean Girault
- 1977 : Les Passagers de Serge Leroy
- 1977 : Banco à Las Vegas d'Ivan Passer
- 1977 : Le mille-pattes fait des claquettes de Jean Girault
- 1978 : La Ballade des Dalton de René Goscinny et Morris
- 1978 : Un papillon sur l'épaule de Jacques Deray
- 1978 : L'Horoscope de Jean Girault
- 1978 : California Hôtel de Herbert Ross
- 1979 : L'Homme en colère de Claude Pinoteau
- 1979 : La Gueule de l'autre de Pierre Tchernia
- 1980 : La Malédiction de la vallée des rois de Mike Newell
- 1980 : Willie et Phil de Paul Mazursky
- 1980 : Une merveilleuse journée de Claude Vital
- 1981 : Trois Hommes à abattre de Jacques Deray
- 1981 : Fais gaffe à la gaffe ! de Paul Boujenah[8]
- 1981 : La Revanche de Pierre Lary
- 1983 : Le Braconnier de Dieu de Jean-Pierre Darras
- 1983 : Les Dalton en cavale de Morris, William Hanna et Joseph Barbera
- 1984 : Le Léopard (film, 1984) de Jean-Claude Sussfeld
- 1984 : Louisiane de Philippe de Broca
- 1984 : Un printemps sous la neige de Daniel Petrie
- 1985 : On ne meurt que deux fois de Jacques Deray
- 1986 : La Gitane de Philippe de Broca
- 1987 : La Rumba de Roger Hanin
- 1989 : Sauf votre respect de Guy Hamilton
- 1991 : Netchaiev est de retour de Jacques Deray
- 1991 : Plaisir d'amour de Nelly Kaplan
- 1998 : Hasards ou Coïncidences de Claude Lelouch
- 2006 :  Les Brigades du Tigre de Jérôme Cornuau

### Musiques de télévision
Une quarantaine dont :
- 1973 : Les Brigades du Tigre, de Victor Vicas (36 épisodes) (série télévisée)
- 1977 : Dossiers : Danger Immédiat, de Claude Barma (série télévisée)
- 1979 : Miss (6 épisodes) (série télévisée)
- 1979 : L'Étrange Monsieur Duvallier, de Victor Vicas (série télévisée)
- 1981 : Au bon beurre, d'Édouard Molinaro (2 épisodes) (film)
- 1982 : Les Secrets de la princesse de Cadignan, téléfilm de Jacques Deray d'après Honoré de Balzac
- 1983 : Lucky Luke, série d'animation (Générique chanté par Jacques Cardona)
- 1983 : Credo, de Jacques Deray
- 1991 : Lucky Luke, série d'animation (Générique instrumental)
- 1996 : Antoine, téléfilm de Jérôme Foulon
- 2010 : La Vie devant soi, téléfilm de Myriam Boyer
- 2010 : Le Romancier Martin, téléfilm de Jérôme Foulon
- 2010 : Héloïse, téléfilm de Jérôme Foulon

### Comédie musicale
- Le vent tourbillon[9], 1984. Livret de Roger Landy ; mise en scène de Michael Lonsdale.

## Publication
- Bolling Story, biographie écrite par Claude Bolling et Jean-Pierre Daubresse aux éditions Alphée, janvier 2008,  (ISBN 2753802726).

## Récompense et distinctions
Officier de la Légion d'honneur le 13 juillet 2010 au titre de « compositeur de musique de cinéma, arrangeur, chef d'orchestre », son titre de chevalier lui avait été remis le 29 novembre 1990.
 Commandeur de l'ordre des Arts et des Lettres en janvier 2006.
Il est titulaire de la médaille d'or de la Société des auteurs, compositeurs et éditeurs de musique (Sacem), de disques de platine USA-Canada, du Grand prix 1984 de la Sacem, du 7 d'or de la meilleure musique de film en 1989 pour la musique du téléfilm la Garçonne, des Victoires de la musique en 1994 : Victoire de l'album de variété instrumentale pour son album Cross over USA.